# 泰氏裸吻魚
壯體裸吻魚（學名：Psilorhynchus tysoni）為輻鰭魚綱鯉形目裸吻魚科的一個種，分布於亞洲泰國達府Mae Nam Moei及其支流Hue Mae Song流域，體長可達5.4公分，棲息在沙石底質、水流快速的溪流，屬底棲性，生活習性不明。